# Signe de Romberg
Pour les articles homonymes, voir Romberg.
 (décembre 2019).
Si vous disposez d'ouvrages ou d'articles de référence ou si vous connaissez des sites web de qualité traitant du thème abordé ici, merci de compléter l'article en donnant les références utiles à sa vérifiabilité et en les liant à la section « Notes et références ».

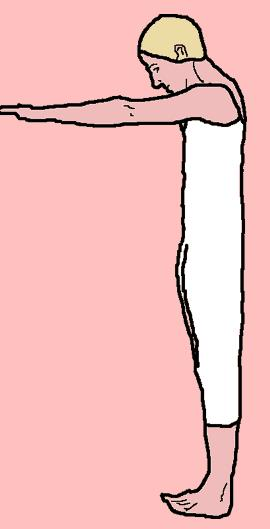

Le signe de Romberg est un signe explorant la sensibilité proprioceptive (c'est-à-dire la sensibilité profonde, qui renseigne sur la position spatiale de chaque membre par rapport aux autres) et l'équilibre. On doit sa description au neurologue allemand Moritz Heinrich Romberg (1795-1873).

## Description
Le patient doit se tenir debout, talons joints, bras tendus, puis fermer les yeux. On évalue alors la capacité du patient à maintenir sa posture. S'il ne parvient pas à rester stable, on parle d'ataxie statique.
On peut observer trois cas :
- Lors d'un syndrome vestibulaire (atteinte centrale ou périphérique du système vestibulaire), le patient aura tendance à chuter lentement et progressivement du côté du nerf atteint. On parle de « Romberg latéralisé » ou de « signe de Romberg labyrinthique » ;
- Lors d'une atteinte proprioceptive (atteinte centrale ou périphérique de la voie lemniscale), le patient n'arrivera pas à garder les bras tendus de façon stable, et on observe une oscillation multi-directionnelle de l'axe du corps (ataxie multi-directionnelle). On parle alors de « signe de Romberg proprioceptif ».
Lorsque la déviation se fait lors de la fermeture des yeux, on parle du « vrai Romberg ». Si, au contraire, la situation ne s'améliore pas lors de l'ouverture des yeux, on parle de « Romberg cérébelleux », car le problème réside aux voies cérébelleuses ;
- Lors d'un syndrome cérébelleux (atteinte du cervelet), on observe une incapacité à conserver les pieds joints et une oscillation multi-directionnelle qui n'est pas aggravée par la fermeture des yeux. Pas de signe de Romberg dans l'atteinte cérébelleuse.

## Étiologies

### Ataxie vestibulaire
On parle de syndrome vestibulaire :
- Atteinte centrale : il s'agit d'une lésion des noyaux vestibulaires, qui ne s'accompagne généralement pas de troubles de l'audition
- Atteinte périphérique : c'est une atteinte du labyrinthe postérieur ou du nerf VIII qui peut s'accompagner (du fait de la proximité entre les structures périphériques auditives et le système vestibulaire périphérique) de troubles de l'audition.

### Ataxie proprioceptive
- Atteinte périphérique : lésion des fibres sensitives (fibres de type Ia, Ib ou II de la classification de Lloyd) proprioceptives
- Atteinte centrale : lésion des cordons postérieurs de la moelle, du lemniscus médial ou du gyrus post-central

Un diabète, la maladie de Biermer, le syndrome paranéoplasique avec anticorps anti-Hu essentiellement satellite d’un cancer anaplasique à petites cellules du poumon, les neuropathies inflammatoires (IgM monoclonale, polyradiculonévrites) sont les principales causes.

### Ataxie cérébelleuse
Dans le cas d'un signe de Romberg non aggravé par la fermeture des yeux, on parle d'un syndrome cérébelleux statique qui est caractéristique d'une atteinte de la portion médiane du cervelet : le vermis.
Les principales étiologies de ce groupe sont l’alcoolisme, la sclérose en plaques, un accident vasculaire cérébral, une ataxie cérébelleuse héréditaire, une tumeur, un syndrome paranéoplasique (syndrome des anticorps anti-Yo chez la femme, le plus souvent lié à un cancer de l’ovaire), la maladie de Creutzfeldt-Jakob.